# Bonneuil-en-France
Bonneuil-en-France – miejscowość i gmina we Francji, w regionie Île-de-France, w departamencie Dolina Oise.
Według danych na rok 1990 gminę zamieszkiwało 707 osób, a gęstość zaludnienia wynosiła 150 osób/km² (wśród 1287 gmin regionu Île-de-France Bonneuil-en-France plasuje się na 715. miejscu pod względem liczby ludności, natomiast pod względem powierzchni na miejscu 699.).